# Anni 780
Gli anni 780 sono il decennio che comprende gli anni dal 780 al 789 inclusi.

## Eventi, invenzioni e scoperte

### Europa

#### Regno Franco
- 781: Carlo Magno scende a Roma per incontrare papa Adriano I per definire i territori dello Stato Pontificio. Il papa rinunciò a Terracina e in cambio ottenne la Sabina, e inoltre nominò, sotto richiesta del re franco, Pipino re d'Italia e Ludovico il Pio re d'Aquitania.
- 787: Carlo Magno dona allo stato pontificio altri territori dal Ducato di Benevento.
- 788: L’Istria viene del tutto occupata dai Franchi.

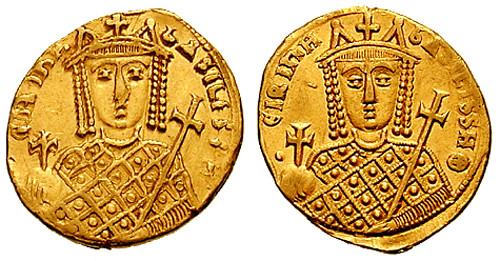
Solido con l'effigie dell'imperatrice Irene

#### Impero romano d’Oriente
- 8 settembre 780: Morte di Leone IV. Diventa imperatore il figlio Costantino VI a soli nove anni di età ma, essendo lui minorenne, il governo finì nelle mani della madre Irene d'Atene.
- 781: Irene affida l’esercito al logoteta Stauracio, che compie molte conquiste in Tracia, espandendo i territori dell’impero.
- 781: Irene nomina governatore di Sicilia lo stratega Elpidio, che però si ribella ottenendo il controllo dell’isola. Elpidio prova a ordire una congiura contro l’imperatrice per rendere imperatore basileus Niceforo, ultimo figlio ancora in vita di Costantino V. Il complotto però fallisce nel 792, quando Irene riconquista la Sicilia.

- 787: Irene entra in contatto con il re franco Carlo Magno, per far sposare Costantino VI con sua figlia Rotrude e stipulare un’alleanza, ma il piano fallisce dato che Costantino sposa la figlia di un nobile bizantino.
- 787 – Secondo Concilio di Nicea: viene permessa la venerazione delle immagini, ma non la loro adorazione.

#### Repubblica di Venezia
- 788: I Franchi terminano la conquista dell’Istria e di conseguenza la Repubblica di Venezia si ritrova del tutto accerchiata.
- 787: I mercanti veneziani vengono allontanati da Ravenna e dalla Pentapoli. Il Doge Maurizio Galbaio condanna aspramente questo atto, appoggiato invece da papa Adriano I.

### Asia

#### Giappone
- 781: Diventa imperatore Kanmu. Sotto il suo regno il Giappone espanse molto i suoi confini.
- 784: Nagaoka diventa capitale.

#### Cina
- 781: Prima introduzione del Cristianesimo in Cina.

### Altro

#### Religione
- 781: Adriano I incorona Ludovico il Pio re d’Aquitania e Pipino re d’Italia. In cambio, il re franco Carlo Magno dona numerosi territori allo Stato Pontificio.

## Personaggi
- Carlo Magno, re dei franchi
- Irene d'Atene, imperatrice bizantina
- Costantino VI, imperatore bizantino
- Kanmu, imperatore giapponese